# Stade du 28 Septembre

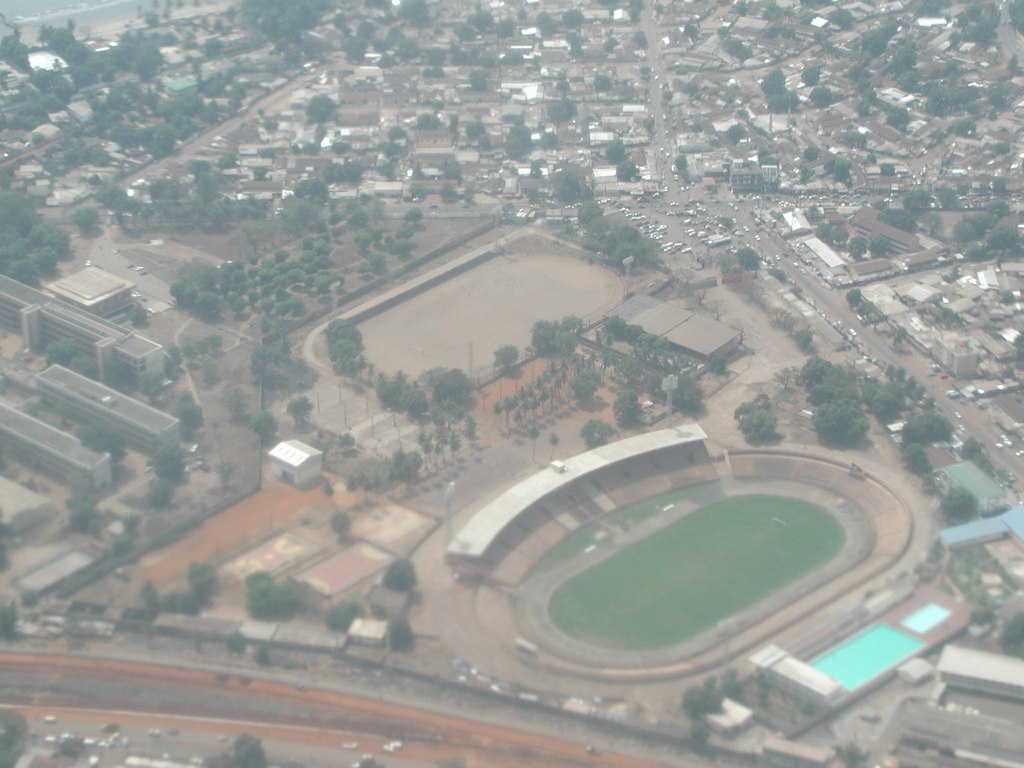
Stadion w 2004 roku

Stade du 28 Septembre – to wielofunkcyjny stadion w Konakry, stolicy Gwinei. Jest obecnie używany głównie dla meczów piłki nożnej. Stadion ma pojemność 35 000 osób. Wybudowany w 1962 roku.